# Il centenario che voleva salvare il mondo
Il centenario che voleva salvare il mondo (in svedese Hundraettåringen som tänkte att han tänkte för mycket) è il quarto romanzo dello scrittore svedese Jonas Jonasson, pubblicato per la prima volta nel 2018. Il libro è stato tradotto in numerose lingue. In Italia è apparso nel 2019 e nel 2020 ha vinto il Premio letterario Giuseppe Acerbi.

## Trama
Il protagonista è il centenario Allan Karlsson, già figura centrale del precedente romanzo Il centenario che saltò dalla finestra e scomparve, il quale si trova a Bali con l'amico Julius. Insieme stanno facendo un viaggio di piacere in mongolfiera, bevendo champagne per festeggiare il centounesimo compleanno di Allan, quando un contrattempo li costringe a perdere quota e planare sul mare. I due vengono tratti in salvo da un'imbarcazione nordcoreana che sta trasportando clandestinamente dell'uranio. Allan e Julius sono creduti spie occidentali e fatti prigionieri, ma non si perdono d'animo e riescono a fuggire tramite un escamotage. La loro fuga li porterà in giro per il mondo, di ambasciata in ambasciata, e a incontrare personaggi di primo piano della politica mondiale come Donald Trump e Angela Merkel.

## Edizioni in lingua italiana
- Jonas Jonasson, Il centenario che voleva salvare il mondo, traduzione di Margherita Podestà Heir, Milano, La nave di Teseo, 2019 ISBN 978-88-9344-793-5